# بهادرشاه دوم
بَهادُرشاه دوم (به اردو: بہادر شاہ دوم) معروف به «بَهادُرشاه پیروز» و با نام کامل «ابوالمظفر سراج‌الدین محمد بهادرشاه ظفر» آخرین امپراتور مغول از دودمان گورکانی در هندوستان بود. وی فرزند اکبرشاه دوم بود. از وی به عنوان آخرین پادشاه مسلمان هندوستان و از پویندگان جنبش استقلال هند از سوی امپراتوری بریتانیا یاد می‌شود.
بهادرشاه بسیار به ادبیات و خطاطی علاقه داشت و به زبان اردو و زبان فارسی شعرهایی به «شکل غزل» می‌سرود. پس از وقایع منجر به شورش‌های سال ۱۸۵۷ میلادی در هند که به شکل شدید و خشونت باری توسط قوای حکومت بریتانیا مستقر در هندوستان سرکوب گردید، بریتانیا وی و بازمانده خانواده‌اش را دستگیر، محاکمه و نهایتاً از دهلی به یانگون در برمه که تحت قیومیت امپراتوری بریتانیا بود، تبعید کرد.

## نگارخانه

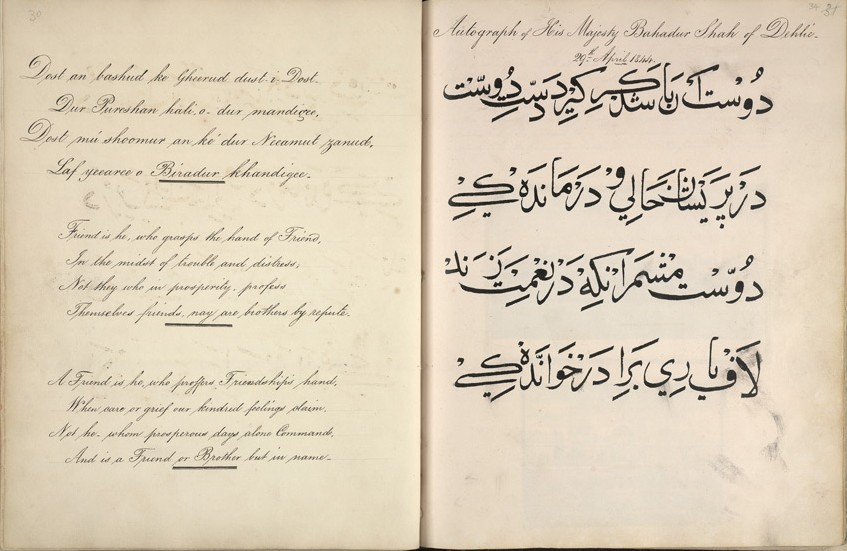
شعری فارسی به دست خط بهادر شاه دوم
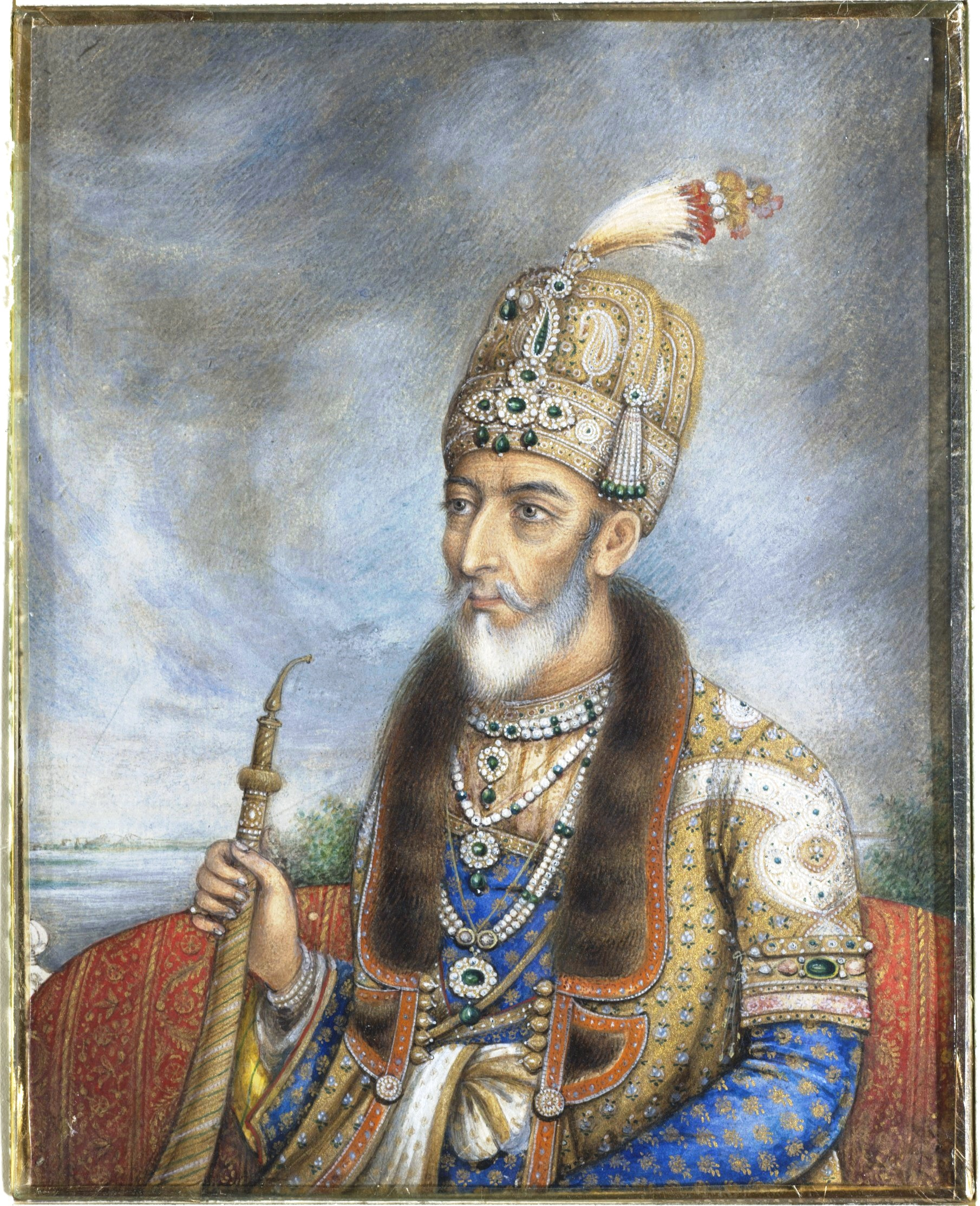
مینیاتوری از بهادر دوم در حال قلیان کشیدن
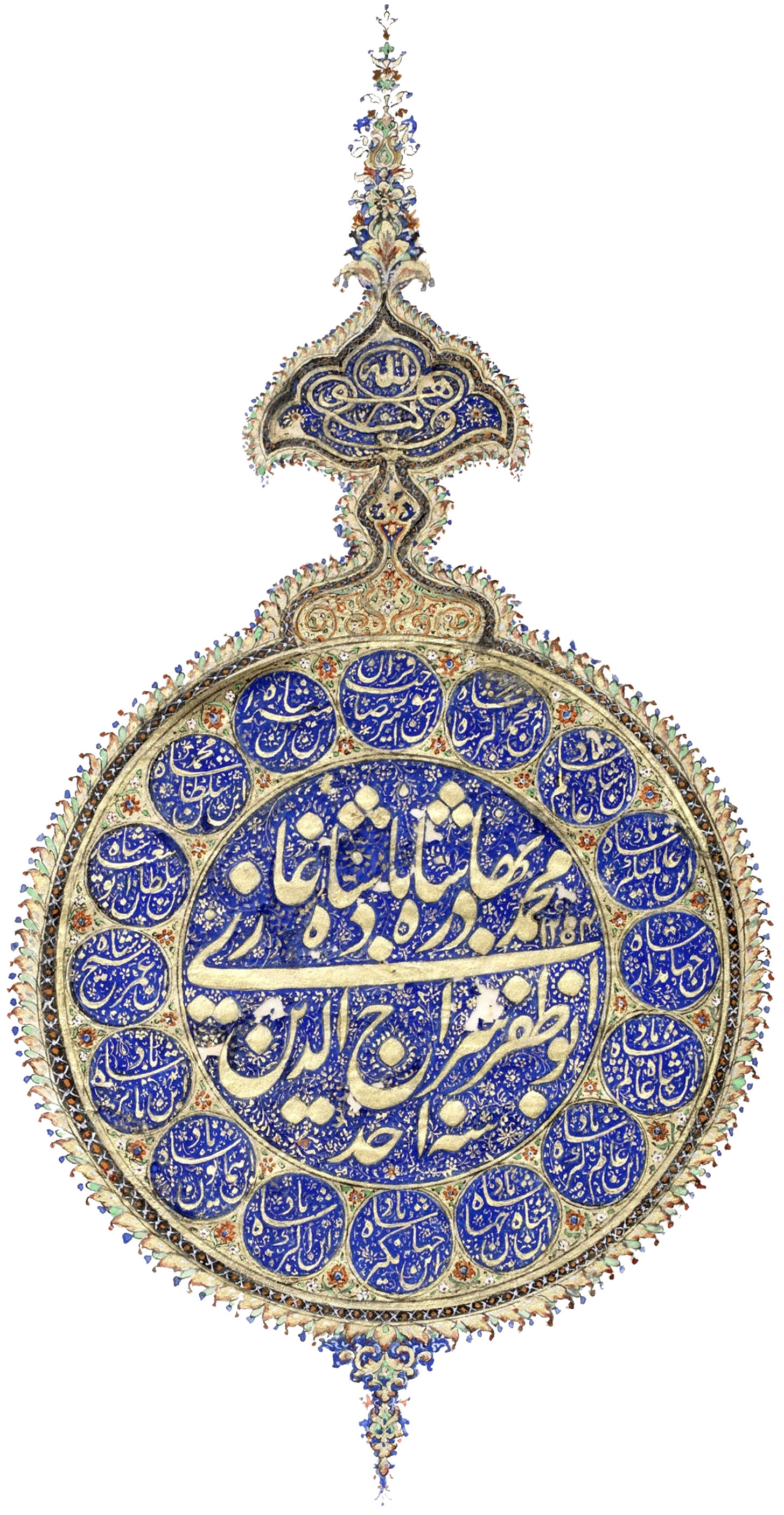
نشان رسمی بهادرشاه دوم